# Raj (Staniszewo)
Raj – część wsi Staniszewo w Polsce, położona w województwie pomorskim, w powiecie kartuskim, w gminie Kartuzy.
W latach 1975–1998 Raj należał administracyjnie do województwa gdańskiego